# Jackie Earle Haley
Jackie Earle Haley (Northridge, 14 juli 1961) is een Amerikaans acteur en voormalig kindster. Voor zijn rol als veroordeelde zedendelinquent in Little Children (2006) werd hij genomineerd voor onder meer een Oscar en een Screen Actors Guild Award. Met deze rol maakte hij tevens zijn terugkeer op het witte doek, nadat hij sinds 1993 niet meer voor de camera's had gestaan.

## Loopbaan
Nadat Haley in 1972 zijn acteerdebuut maakte als Eric in de film Un homme est mort speelde hij verschillende eenmalige gastrolletjes in televisieseries. Drie jaar na zijn filmdebuut speelde hij de rol van Adore in de thriller-dramafilm The Day of the Locust, die grootschalig in de aandacht kwam door meerdere Oscar-, BAFTA Award- en Golden Globe-nominaties. In 1976 trad Haley zelf voor het voetlicht door zijn rol als de opstandige Kelly Leak, een van de jonge honkballertjes in de jeugd-sportfilm The Bad News Bears. Hij mocht deze rol opnieuw spelen in zowel The Bad News Bears in Breaking Training (1977) als The Bad News Bears Go to Japan (1978).
Nadat Haley nog meespeelde in het voor vijf Oscars genomineerde Breaking Away, de daarvan afgeleide televisieserie en enkele verwaarloosbare videotitels, stopte hij na de televisiefilm Prophet of Evil: The Ervil LeBaron Story (1993) met acteren. Naar eigen zeggen had hij te veel rollen in slechte projecten aangenomen voor het geld en er daarmee zelf voor gezorgd dat hij ook alleen nog maar slechte dingen aangeboden kreeg.
Haley acteerde dertien jaar niet en legde zich toe op het produceren en regisseren van reclamespotjes. Acteur Sean Penn haalde hem niettemin over om samen met hem in All the King's Men (2006) te spelen en zo opnieuw te gaan acteren. Datzelfde jaar verscheen Haley in een bijrol als Ronnie J. McGorvey in de dramafilm Little Children. Zijn personage daarin is een veroordeelde zedendelinquent die voorwaardelijk vrij is en door de hele buurt met de nek aangekeken wordt. Haley zette de met zichzelf in de knoop zittende McGorvey dusdanig overtuigend neer, dat hij hiervoor voor het eerst persoonlijk werd genomineerd voor een Oscar.
Haley trouwde in 2004 met Amelia Cruz, zijn derde echtgenote. Zij werd daarmee stiefmoeder van zijn zoon Christopher (1986) en dochter Olivia (1998).

## Filmografie
*Exclusief televisiefilms
- Alita: Battle Angel (2019)
- The Dark Tower (2017)
- London Has Fallen (2016)
- The Birth of a Nation (2016)
- Criminal Activities (2015)
- Robocop (2014)
- Parkland (2013)
- Lincoln (2012)
- Dark Shadows (2012)
- Shutter Island (2010)
- A Nightmare on Elm Street (2010)
- Watchmen (2009)
- Winged Creatures (2008)
- Semi-Pro (2008)
- All the King's Men (2006)
- Little Children (2006)
- Maniac Cop 3: Badge of Silence (1993)
- Nemesis (1992)
- Dollman (1991)
- The Zoo Gang (1985)
- Losin' It (1983)
- Breaking Away (1979)
- The Bad News Bears Go to Japan (1978)
- Damnation Alley (1977)
- The Bad News Bears in Breaking Training (1977)
- The Bad News Bears (1976)
- The Day of the Locust (1975)
- Un homme est mort (1972, aka The Outside Man)

## Televisieseries
*Exclusief eenmalige gastrollen
- Wait Till Your Father Gets Home - Jamie Boyle (1972, elf afleveringen, stem)
- The Love Boat - Paul Turner's 'son' (1979, twee afleveringen)
- Breaking Away - Moocher (1980-1981, zes afleveringen)
- Gravedale High - Gill Waterman (1990, alle afleveringen, stem)
- Human Target - Guerrero (2010-2011, alle afleveringen)
- Preacher - Oden Quincannon (2016, acht afleveringen)
- The Tick - The Terror (2018, alle afleveringen)
- Narcos: Mexico - Jim Ferguson (2018, twee afleveringen)
- The First Lady - Louis Howe (2022, vijf afleveringen)